# Rafael Julián París Rubio
Rafael Julián París Rubio (Bogotá, 19 de julio de 1840-Puntarenas, 5 de diciembre de 1919) fue un militar y político colombiano, hijo del prócer de la independencia Antonio París Ricaurte y fundador del apellido París en la república de Costa Rica.

## Trayectoria Militar
Ingresó al Ejército Colombiano tras no haber sido elegido para casarse con la mujer que pretendía junto con uno de sus hermanos, prometiendo no volver a Bogotá. Participó entonces en varias expediciones a lo largo del río Magdalena, entre Honda y la parte más alta del Estado de Antioquia. Rafael París asumió como comandante de la provincia de Chiriquí en Panamá, radicándose en la población de David. 
Desde esa posición, quiso París unirse a un alzamiento militar contra la dictadura del general Tomás Guardia Gutiérrez, por lo que pasó a Costa Rica y se tomó el cuartel militar los edificios públicos de Puntarenas en compañía de Joaquín Fernández y una partida de veinte hombres. Como no cayera el gobierno, París tuvo que retornar a Panamá. 
A finales del siglo XIX, el gobierno colombiano designó a París como cónsul general en Puntarenas, donde se radicó definitivamente y en donde le fueron concedidas cartas de naturalización  en 1898. Con ocasión de la Guerra de los Mil Días, el jefe civil y militar de Panamá, general Carlos Albán Estupiñán lo llamó al servicio activo con el rango de General como jefe civil y militar de Chiriquí. Perdida la soberanía de Colombia en Panamá como resultado de la guerra, París se fugó a Puntarenas al no aceptar la constitución del nuevo país.

## Familia
El general Rafael París Rubio contrajo matrimonio católico en Panamá en 1881 con Josefina Franceschi de Santiago, hija del francés Domingo Franceschi y de María Irene de Santiago, teniendo por hijos a Héctor Rafael, Josefina, Carmen Eloísa y Luis Antonio París Franceschi, todos panameños. 
En 1870 nació Sara París Luna en Chiriquí, hija del general París y de Eloísa Luna. Entre 1871 y 1875 nacieron en Puntarenas Julio, Rafael Guillermo y María Luisa París Espinar del vínculo del general París con Manuela Espinar Gómez. En 1878 nació Celia París Martínez en David, hija del general París con Gertrudis Martínez. El general París adoptó como propio al hijo de una de sus cuñadas, llamándole Carlos París Franceschi.
- Datos: Q6097464

BIBLIOGRAFÍA
Gómez París, Henrique. Patria, Alma y Sangre. Historia de la Familia París. Bogotá, 2003. 
París Steffens, Rafael. Estudio del Apellido París. Academia Costarricense de Ciencias Genealógicas.